# Psinek
Psinek (Peropteryx) – rodzaj ssaków z podrodziny upiorów (Emballonurinae) w obrębie rodziny upiorowatych (Emballonuridae).

## Rozmieszczenie geograficzne
Rodzaj obejmuje gatunki występujące w Ameryce.

## Morfologia
Długość ciała (bez ogona) 42–75 mm, długość ogona 11–20 mm, długość ucha 10,6–20 mm, długość tylnej stopy 5,3–13 mm, długość przedramienia 36–53,6 mm; masa ciała 3,7–13 g.

## Systematyka
Rodzaj zdefiniował w 1867 roku niemiecki zoolog Wilhelm Peters w artykule zatytułowanym O nietoperzach z rodzaju Mimon i Saccopteryx, opublikowanym w czasopiśmie „Monatsberichte der Königlichen Preussische Akademie des Wissenschaften zu Berlin”. Gatunkiem typowym jest (oryginalne oznaczenie) psinek mniejszy (P. macrotis).

### Etymologia
- Peropteryx: gr. πήρα pēra ‘worek, torba’; πτερυξ pterux, πτερυγος pterugos ‘skzydło’[9].
- Peronymus (Peropterix): gr. πηρωνυμος pērōnumos ‘portfel, torba’[9]. Gatunek typowy (oznaczenie monotypowe): Peropteryx leucoptera W.C.H. Peters, 1867.

### Podział systematyczny
Do rodzaju należą następujące gatunki zgrupowane w dwóch podrodzajach:
| Grafika | Gatunek                 | Autor i rok opisu                                          | Nazwa zwyczajowa     | Podgatunki         | Rozmieszczenie geograficzne | Podstawowe wymiary                                       | Status IUCN |
| ------- | ----------------------- | ---------------------------------------------------------- | -------------------- | ------------------ | --- | -------------------------------------------------------- | ----------- |
|         | Peropteryx macrotis     | (J.A. Wagner, 1843)                                        | psinek mniejszy      | gatunek monotypowy | południowy Meksyk (od stanu Michoacán do południowej części stanu Veracruz) na południe do wschodniego Peru, północnej i wschodniej Boliwii, północnego Paragwaju i południowej Brazylii; zakres wysokości: 0–1000 m n.p.m. | DC: 4,2–5,3 cm DO: 1,1–1,5 cm DP: 3,8–4,8 cm MC: 4–7 g   | LC          |
|         | Peropteryx kappleri     | W.C.H. Peters, 1867                                        | psinek większy       | 2 podgatunki       | południowy Meksyk (od południowej części stanu Veracruz) na południe do Kolumbii, Ekwadoru, Peru i północnej Boliwii, na wschód przez Mata Atlântica we wschodniej Brazylii; zakres wysokości: 0–850 m n.p.m.               | DC: 6,3–7,5 cm DO: 1,1–2 cm DP: 4,5–5,4 cm MC: 7–13 g    | LC          |
|         | Peropteryx trinitatis   | G.S. Miller, 1899                                          | psinek karaibski     | 2 podgatunki       | większość Wenezueli, region Gujana, północna, północno-wschodnia i środkowa Brazylia oraz kilka karaibskich wysp (Aruba, Margarita, Grenada i Trynidad i Tobago); zakres wysokości: 0–400 m n.p.m.                          | DC: 4,5–4,6 cm DO: 1,1–1,8 cm DP: 3,6–4,3 cm MC: 3,7–8 g | DD          |
|         | Peropteryx pallidoptera | B.K. Lim, Engstrom, F.A. Reid, Simmons, Voss & Fleck, 2010 | psinek bladoskrzydły | gatunek monotypowy | Kolumbia (w tym Llanos), wschodni Ekwador, północno-wschodnie Peru i północna Brazylia; zakres wysokości: 150–400 m n.p.m.                                                                                                  | DC: 4,6–5,3 cm DO: 1,1–1,4 cm DP: 3,9–4,3 cm MC: 4,1–6 g | DD          |
|         | Peropteryx leucoptera   | W.C.H. Peters, 1867                                        | psinek białoskrzydły | 2 podgatunki       | południowo-wschodnia Kolumbia, południowa Wenezuela i region Gujana przez deltę rzeki Amazonka do wschodniego Peru, północnej Boliwii i północno-wschodniej Brazylii                                                        | DC: 4,7–5,5 cm DO: 1,1–2 cm DP: 4,1–5,2 cm MC: 5,5–6,4 g | LC          |

Kategorie IUCN:  LC  – gatunek najmniejszej troski,  DD  – gatunki o nieokreślonym stopniu zagrożenia.